# Li Yanfeng
Li Yanfeng (李艷鳳T, 李艳凤S, Lǐ YànfèngP; Heilongjiang, 15 maggio 1979) è un'ex discobola cinese.
In carriera ha vinto un titolo mondiale nell'edizione di Taegu 2011, prima cinese a questo risultato.

## Palmarès
| Anno | Manifestazione      | Sede     | Evento           | Risultato | Misura  | Note              |
| ---- | ------------------- | -------- | ---------------- | --------- | ------- | ----------------- |
| 1999 | Mondiali            | Siviglia | Lancio del disco | 19ª       | 59,47 m |                   |
| 2000 | Campionati asiatici | Giacarta | Lancio del disco | Bronzo    | 57,52 m |                   |
| 2001 | Universiadi         | Pechino  | Lancio del disco | Argento   | 60,50 m |                   |
| 2002 | Campionati asiatici | Colombo  | Lancio del disco | Oro       | 60,06 m |                   |
| 2003 | Campionati asiatici | Manila   | Lancio del disco | Oro       | 61,87 m |                   |
| 2003 | Universiadi         | Taegu    | Lancio del disco | Argento   | 61,12 m |                   |
| 2004 | Olimpiadi           | Atene    | Lancio del disco | 9ª        | 61,05 m |                   |
| 2007 | Campionati asiatici | Amman    | Lancio del disco | Argento   | 61,13 m |                   |
| 2008 | Olimpiadi           | Pechino  | Lancio del disco | 6ª        | 60,68 m |                   |
| 2010 | Giochi asiatici     | Canton   | Lancio del disco | Oro       | 66,18 m | Record dei Giochi |
| 2011 | Mondiali            | Taegu    | Lancio del disco | Oro       | 66,52 m |                   |
| 2012 | Olimpiadi           | Londra   | Lancio del disco | Argento   | 67,22 m |                   |